# 詹姆斯·凱爾·巴克斯特
詹姆斯·凱爾·巴克斯特（英語：James Keir. Baxter，1926年6月29日—1972年10月22日），新西兰诗人。出生于新西兰南岛达尼丁。一战时期，巴克斯特的父亲因良心拒服兵役。巴克斯特从1944年就读于奥塔哥大学时开始发表文学作品，他也是一名保护原住民毛利人传统文化的活动人士。1972年，巴克斯特病逝于新西兰奥克兰，年46岁。